# Roman Kazimierz Meissner
Roman Kazimierz Meissner (ur. 28 lutego 1939 w Nowogródku, zm. 8 marca 2017) – polski historyk medycyny, doktor habilitowany.

## Życiorys
Po zdaniu matury studiował na trzech poznańskich uczelniach. Najpierw nauki ścisłe na Wydziale Budownictwa Lądowego Politechniki Poznańskiej. Było to w latach 1956-58. Następnie przyszedł czas na 6 lat studiów na AM w Poznaniu, gdzie w 1964 roku uzyskał dyplom lekarza. Po Akademii Medycznej kontynuował studia na Wydziale Prawa UAM w Poznaniu. Były to lata 1964-66.
Pracę zawodową rozpoczął po ukończeniu AM. Najpierw w latach 1964-68 był asystentem przy Katedrze i Zakładzie Historii Medycyny AM w Poznaniu. Następnie dalsze losy zawodowe związał z Zakładem Anatomii Patologicznej na tejże uczelni. Od 1968 pełnił funkcję starszego asystenta, a w latach 1972-1980 powierzono mu kierownictwo Pracowni Anatomii Patologicznej i Histopatologii Ośrodka Walki z Gruźlicą dla m. Poznania, później przemianowanego w Zakład Patomorfologii Układu Oddechowego. Od 1980 r. objął kierownictwo Zakładu Historii Nauk Medycznych AM w Poznaniu, które to stanowisko piastował do przejścia na emeryturę.
Współorganizował Polish School of Medicine Historical Collection w Erskine Medical Library na Uniwersytecie Edynburskim, Muzeum Historii Medycyny AM w Poznaniu, które w 2005 r. wydzieliło się w samodzielne Muzeum UM. Zainicjował utworzenie Muzeum Roberta Kocha w Wolsztynie. Był również inicjatorem w 1984 r. nadania AM w Poznaniu imienia Karola Marcinkowskiego. W 1983 r. był inspiratorem ustanowienia przez AM w Poznaniu honorowej nagrody ,,Za wybijającą się postawę moralną i społeczną w działalności lekarskiej i opiekuńczej wobec ludzi chorych i niepełnosprawnych". Nagroda ta ma formę medalu i nosi nazwę ,,Medal im. Karola Marcinkowskiego". W latach 1985–2005 wystąpił z inicjatywą i wspierał budowę pomnika Karola Marcinkowskiego w Poznaniu. W trosce o zachowanie pamięci o wybitnych lekarzach poznańskich proponował nadawanie ich nazwisk nazwom ulic, szpitali i obiektom AM w Poznaniu oraz na ich cześć fundowanie pamiątkowych tablic i medali. Organizował w 1967 (jako współorganizator) i 2000 i 2003 (jako główny organizator) Krajowe Zjazdy Naukowe Polskich Historyków Medycyny i Farmacji.
Pełnił funkcję prezesa Towarzystwa Historii Medycyny i Farmacji i zastępcy Akademii Społecznych Komitetu Historii Nauki i Techniki. Należał do członkostwa Akademii Nauk Humanistycznych i Społecznych. 18 grudnia 1972 został profesorem doktorem w zakresie nauk medycznych. 
17 listopada 1999 habilitował się na podstawie rozprawy o historii medycyny. 
Zmarł 8 marca 2017, a uroczystość pogrzebowa odbyła się 15 marca 2017 na Cmentarzu Junikowskim.

## Publikacje
W swoich licznych publikacjach naukowych przedstawił między innymi rozwój chirurgii w Poznaniu od końca XVIII wieku do początków XX wieku oraz rozwój radiologii poznańskiej. Jest autorem wielu biografii wybitnych wielkopolskich lekarzy, wśród których znaleźli się między innymi: Karol Mayer, jeden z pionierów rentgenodiagnostyki, Ludwik Neugebauer wybitny ginekolog, członek honorowy Kaliskiego Towarzystwa Lekarskiego, Heliodor Święcicki założyciel UP czy Robert Koch, odkrywca zarazka gruźlicy. Jest także autorem biografii członków honorowych naszego Towarzystwa: Ignacego Baranowskiego, Włodzimierza Brodowskiego, Henryka Hoyera, Karola Jonschera, Franciszka Neugebauera, Ludwika Neugebauera, a także swojego nauczyciela prof. Adama Wrzoska oraz w ostatnim numerze naszego rocznika naukowego - Zygmunta Laskowskiego. Wszystkie te biografie były opublikowane w Zeszytach Naukowych naszego Towarzystwa i w Księdze Pamiątkowej z okazji 125-lecia założenia KTL-u. Swoje zainteresowania historią medycyny realizuje również jako redaktor naukowy Biblioteki Prac Historycznych UM w Poznaniu oraz Prac Historycznych Stowarzyszenia Naukowego im. Roberta Kocha. 
- 2005, Całkowite wycięcie mezorektum w leczeniu chirurgicznym raka odbytnicy - spełnione oczekiwania?, NOWOTWORY JOURNAL OF ONCOLOGY, Michał R. Drews, Roman Meissner | Artykuł[2]
- 2007, Leczenie chirurgiczne chorób zapalnych jelit u dzieci i młodzieży., Polski Przegląd Chirurgiczny/Polish Journal of Surgery, Roman Meissner, Waldemar Szabłoński, Piotr Krokowicz, Iwona Ignyś, Jacek Z. Szmeja, Michał R. Drews | Artykuł[2]
- 2009, Wewnątrzotrzewnowe zastosowanie siatek powlekanych do zaopatrzenia dużych ubytków przedniej ściany brzucha ze współistniejącymi innymi schorzeniami jamy brzusznej., POLSKI PRZEGLĄD CHIRURGICZNY (POLISH JOURNAL OF SURGERY) SURGERY), Andrzej Ratajczak, Roman Meissner | Artykuł[2]